# Unsane
Az Unsane egy amerikai noise rock trió, amely 1988-ban alakult New Yorkban. Az együttes az egyik legbefolyásosabb noise rock zenekarnak számít.

## Története
Alapító tagjai a Sarah Lawrence gimnázium diákjai voltak, ekkor alapítottak saját együttest, akkor még "Lawn-Chair-Blisters" néven, majd nem sokkal később Unsane-re változtatták. Leszerződtek a Circuit Records kiadóhoz és elkezdtek dalokat írni, az 1990-re tervezett első nagylemezükhöz, de a kiadó végül nem jelentette meg az albumot. Az "anyag" tervezett címe "Improvised Munitions" volt. Chris Spencer énekes-gitáros egy interjúban azt nyilatkozta, hogy az együttes 1990-ig nem adott koncerteket.
Az Unsane első lemeze végül 1991-ben jelent meg, és a zenekar nevét viselte. 1992-ben akkori dobosuk, Charlie Ondras heroin túladagolásban elhunyt, helyére Vincent Signorelli került. Akkori basszusgitárosuk, Pete Shore 1994-ben elhagyta a zenekart, őt Dave Curran váltotta le.
Az együttes 2000-ben feloszlott, amikor egy európai sajtóturné bécsi állomásán Spencert megtámadták a nyílt utcán. 2003-ban újraalakultak.
Az Unsane harmadik albumáról kimásolt "Scrape" című dalt az MTV is rendszeresen játszotta.
A zenekar a mai napig nyolc stúdióalbumot dobott piacra. 
Chris Spencer 2019-ben elhagyta az együttest, hogy új zenekarára, a Human Impact-re koncentráljon. 

## Tagok
Jelenlegi felállás
- Chris Spencer - ének, gitár (1988-2000, 2003-)
- Dave Curran - basszusgitár (1994-2000, 2003-)
- Vincent Signorelli - dob (1992-2000, 2003-)

Korábbi tagok
- Charlie Ondras - dob (1988-1992, 1992-ben elhunyt)
- Pete Shore - basszusgitár (1988-1994)

## Diszkográfia
Stúdióalbumok
- Unsane (1991)
- Total Destruction (1993)
- Scattered, Smothered & Covered (1995)
- Occupational Hazard (1998)
- Blood Run (2005)
- Visqueen (2007)
- Wreck (2012)
- Sterilize (2017)

Válogatáslemezek
- Singles 89-92 (1992)
- Lambhouse: The Collection 1991-1998 (2003)

Koncertalbumok
- Peel Sessions (1994)
- Attack in Japan (1995)
- Amrep Xmas (1997)